# Ђакон Игњатије
Ђакон Игњатије био је руски ђакон који је пратио митрополита Пимена током његовог путовања у Цариград крајем 14. века. Игњатије се помињао и као Грк Игњатије из цркве Архангела Михаила у Смоленску. Заједно са јеромонахом своје цркве, епископом Михаилом и митрополитом Пименом, путовао је у Цариград и ширу цариградску област 1389. године.
Игњатије је написао најранији запис о Косовском боју, само 12 дана након битке. Он је забележио да је човјек који је лојално служио кнезу Лазару (срп. у цара српскога Лазара неки верни слуга) оклеветан као издајник. У намјери да докаже своју лојалност током битке, овај човјек се претварао да је напустио Лазареве трупе, отишао код султана Мурата I и убио га. Име овог човјека додато је (Милош) неким каснијим преписима Игњатијевог оригиналног текста иако није представљено у оригиналном рукопису.